# Диема Екстра (телевизия)
Диема Екстра е бивш български PPV телевизионен канал. Каналът стартира през април 2005 година, като „безплатен кабелен канал“, а през май с.г. става „платена телевизия“.

## Програма и достъп до канала
Диема Екстра излъчва премиерни филми и сериали, както и спортни събития като футболните първенства на Англия и Испания. Услугата на канала е достъпна по кабелни и сателитни мрежи, като абонаментът за нея се извършва чрез SMS.

## Закриване
С течение на времето каналът запада поради слабият интерес за абонамент към услугата, като е окончателно закрит през септември 2007 г. след продажбата на Диема Вижън на Apace Media и ребрандът на останалите канали на групата.